# NGC 7511
NGC 7511 is een spiraalvormig sterrenstelsel in het sterrenbeeld Pegasus. Het hemelobject werd op 6 september 1886 ontdekt door de Amerikaanse astronoom Lewis A. Swift.

## Synoniemen
- UGC 12412
- MCG 2-59-7
- ZWG 431.12
- IRAS 23099+1327
- PGC 70691